# Amédée François Frézier
Amédée-François Frézier (né le 4 juillet 1682 à Chambéry et mort le 14 octobre 1773 à Brest) est un ingénieur militaire, explorateur, botaniste, navigateur et cartographe français.

## Jeunesse et illustration militaire
Amédée François Frézier nait le 4 juillet 1682, à Chambéry. Il est le fils de Pierre-Louis Frézier, juge et conseiller ducal de Savoie, professeur de droit dans la capitale du duché de Savoie. Sa famille est originaire du Chablais, où son arrière-arrière grand-père, cité en 1618, était notaire à Vailly. Selon la tradition, la famille aurait une ascendance écossaise « qui remonterait à un Edouard Frazer, venu d'Écosse à la fin du XVe siècle. »
Après des études secondaires, il fut envoyé par son père à Paris où il poursuivit de solides études axées en particulier sur la théologie, les mathématiques et la botanique : La Hire, mathématicien, et Varignon, géomètre, furent ses maîtres. Il lui resta de ses études — il avait, disent ses contemporains, une mémoire exceptionnelle — une culture étendue, qui, avec la somme d'expérience qu'il acquit au cours de sa vie aventureuse, lui permit plus tard de collaborer à l'Encyclopédie et d'aider l'abbé Prévost à rédiger son grand recueil des Voyages.
Après ses études, le jeune Frézier partit pour un tour d'Italie, qui lui permit d'étudier l'architecture et les beaux-arts.
Revenu en France, Frézier délaissa Turin pour Paris et devint lieutenant d'un régiment d'infanterie commandé par le duc de Charost, en 1700. En 1706, le jeune Frézier fit paraître son Traité des feux d'artifice, un ouvrage de pyrotechnie qui eut beaucoup de succès (il le fera rééditer 41 ans plus tard) et attira favorablement l'attention sur lui. Versé dans le corps du Génie, il fut nommé ingénieur ordinaire en 1707 et fut affecté comme ingénieur-architecte à Saint-Malo auprès de Siméon Garangeau, qui loua son habileté dans plusieurs rapports. Il s'adapta de plus très bien au milieu maritime : sa relation de voyage, rédigée alors qu'il avait la trentaine, aurait pu être écrite par un vieux capitaine de la marine en bois tant elle fourmille de détails sur les allures, les vents, les manœuvres, l'état du fond, les courants, etc. D'ailleurs, Frézier aida notablement les officiers du Saint-Joseph à calculer la navigation, et tint même pendant le voyage un journal de bord du Saint-Joseph précis et détaillé, qui est conservé aux archives de la Marine.
Jeune officier du génie, il s'illustra de plus en ayant l'idée de remplacer les baguettes de queue des fusées par un empennage, idée qui trouvera plus tard une application primordiale en aéronautique au XXe siècle.
Pendant son séjour à Saint-Malo, Frézier rédigea et fit parvenir au Journal de Trévoux quelques remarques sur le nouveau traité de toute l'architecture du chanoine de Cordomoy. Ce dernier répliqua vertement, et une polémique au long cours s'engagea. Cette polémique fut d'ailleurs peut-être à l'origine de l'animosité de Frézier (on la sent nettement dans sa Relation du voyage à la mer du Sud) envers l'obscurantisme et le dogmatisme en général, et la Compagnie de Jésus en particulier.
Lors de la guerre de Succession d'Espagne, alors que la France était mise aux abois par le prince Eugène, qui allait marcher sur Paris, le jeune officier Frézier fut de ceux qui suggérèrent au maréchal de Villars d'attaquer les redoutes qui défendent la route de Denain, axe si essentiel pour l'approvisionnement des Impériaux qu'ils l'appellent « la route de Paris ». Le 27 juillet 1712, Villars opère une feinte sur Landrecies, puis lance ses troupes sur les fortifications, qui sont enlevées à la baïonnette (bataille de Denain). Eugène perd 8 000 hommes, 60 drapeaux, évacue les Flandres, et la guerre de Succession d'Espagne tourne court.

## Frézier explorateur et cartographe

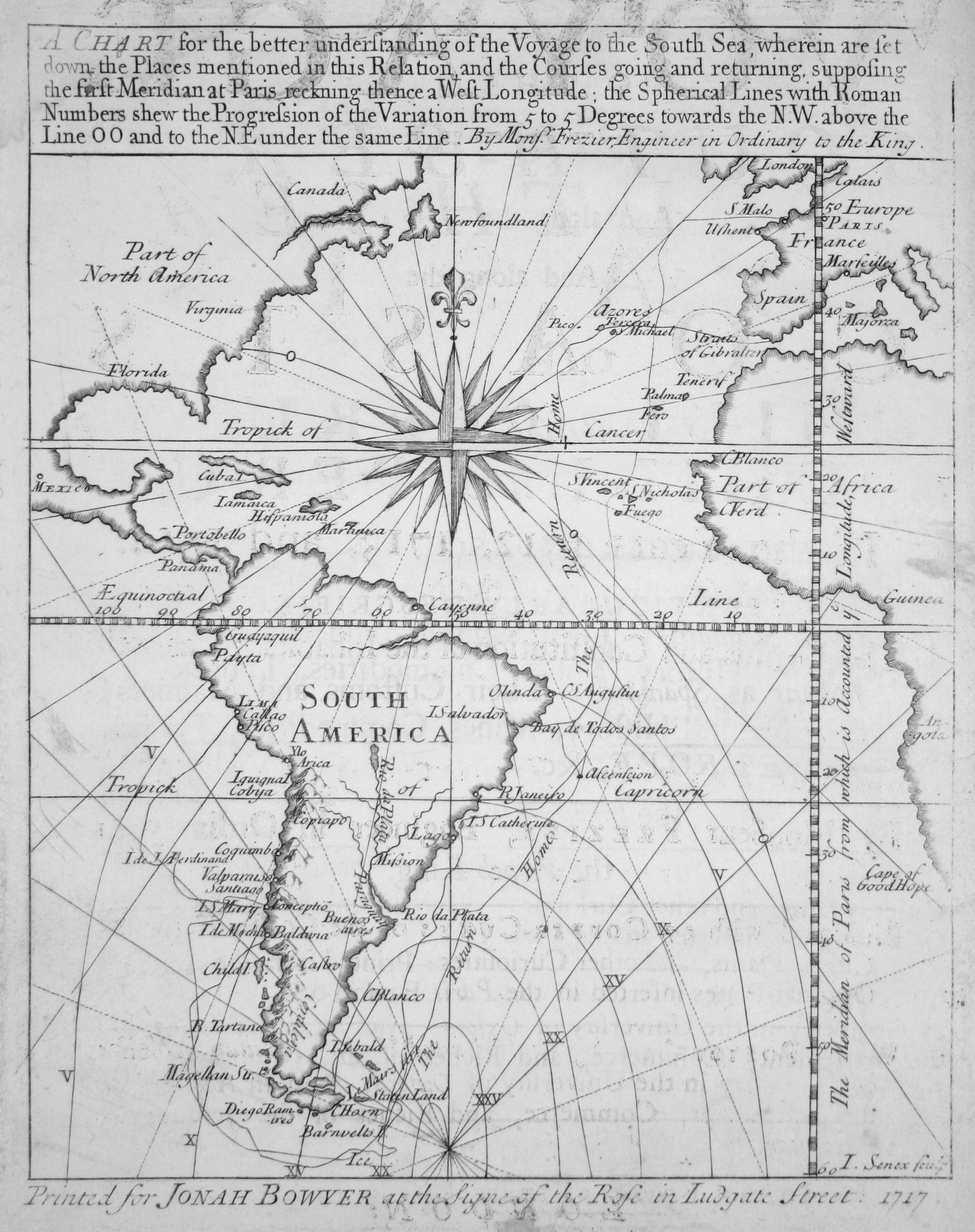
L'itinéraire de Frézier (édition anglaise de son Voyage à la mer du Sud - 1717).

À la suite de la glorieuse « manœuvre de Denain », Frézier, nommé officier du génie au service de Sa Majesté, est choisi par Le Peletier de Souzy, le ministre des Fortifications, pour participer à un voyage d’« exploration » dans les mers du Sud : officiellement, il doit servir de conseiller militaire aux colonies espagnoles (Sa Majesté vient en effet de placer son petit-fils Philippe V sur le trône espagnol), mais en réalité il doit aller reconnaître les ports espagnols et leurs fortifications au Chili et au Pérou, sur la côte occidentale de l’Amérique du Sud. Sous couvert de chercher à conseiller les Espagnols et les aider à se défendre contre les pirates, Frézier va espionner les ports, les relations commerciales, et les ressources minières de ces deux pays : la France est alors dans une crise économique telle que Louis XIV n’a pas de scrupules à lorgner sur les riches colonies de Philippe V.
Frézier, mis en congé (selon le principe des services secrets qui veulent être prêts à ne pas reconnaître un des leurs en cas de complications) s’embarque à Saint-Malo en novembre 1711 sur un navire marchand, et non un navire de guerre, toujours par discrétion.
Mais les tempêtes hivernales désemparent le bateau qui, un mois plus tard, revient au port. Frézier repart en janvier 1712 sur le Saint-Joseph (350 tonneaux, 150 hommes, capitaine Duchesne-Battas), un navire marchand armé cependant de 36 canons.
Frézier fit escale aux îles Sao-Vicente (Cap Vert) et Santa-Catarina (Brésil), puis doubla le cap Horn, et arriva le 18 juin 1712 dans la baie de Concepción, au Chili. Fin septembre 1712, il partit pour Valparaiso, où il resta huit mois, et alla visiter Santiago et les régions environnantes. En mai 1713 Frézier repartit pour le Nord, visita la Serena, la côte de Copiapo, et arriva jusqu'à Callao, le port de Lima, qu'il visita ainsi que de nombreuses villes du Pérou. Il revint à Concepción, y séjourna encore de novembre 1713 à février 1714, puis s'embarqua à destination de la France sur un navire marchand marseillais, la Marianne, qui passa le cap Horn, fit escale à San Salvador de Bahia (Brésil), aux Açores, et arriva à Marseille en août 1714. Le voyage de Frézier avait duré 2 ans et 7 mois.

### Frézier cartographe de la «mer du Sud»
Frézier descendit d'abord jusqu’aux Falklands (Malouines), dont il releva les côtes Est. La partie Ouest de l’archipel sera relevée en 1765 par le commodore John Byron, qui sur la frégate Wager (Défiante), participa comme midship au voyage du Commodore Anson autour du monde. Du reste, Anson, lors de son passage du cap Horn en 1740, utilisa les vues des côtes, les relevés d’atterrage et les cartes que Frézier dessina en 1712–1713, tout en regrettant qu’elles n’aient pas été l’œuvre de son compatriote Sir Edmond Halley, qui était malheureusement resté dans l’Atlantique. Il est vrai que Frézier avait osé relever avec ironie que « Halley a mal à propos retranché l’île de l’Ascension » de la carte de l’Atlantique Sud, pour la remplacer par une île Trinidad voisine qu’il fut seul à situer à cet endroit ! Cependant, c’est grâce à la carte de Frézier qu’Anson reconnut le Cap Noir et, en virant de bord, évita de jeter son escadre sur les rochers : il faisait du Nord, pensant avoir assez gagné vers l’Ouest et largement doublé la pointe Sud de l’Amérique.

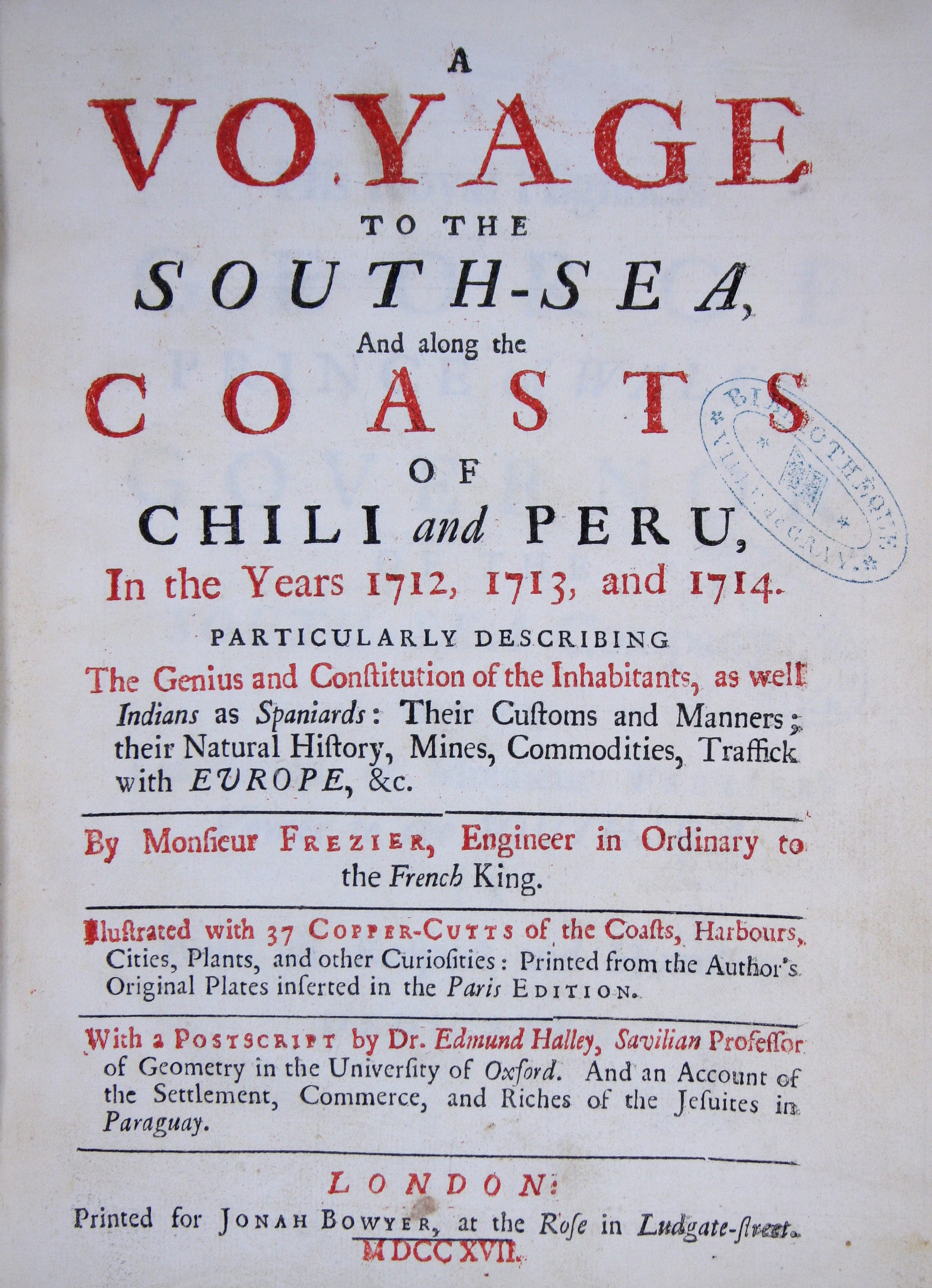
Page de titre de la première traduction en anglais (exemplaire de la bibliothèque patrimoniale de Gray).

La première bonne carte de la rive orientale du Pacifique fut donc française, et Frézier l’accompagna d’une Relation du voyage de la mer du Sud aux côtes du Pérou et du Chili que non seulement les navigateurs et explorateurs, mais aussi les esprits éclairés de l’époque apprécièrent fort, car l’Escurial faisait tout pour garder le secret sur ses colonies. Après 1712, cette tendance du pouvoir central espagnol à isoler ses colonies de toute influence extérieure s’accroîtra encore, et c’est aux Anglais (et non aux Français) que l’Espagne, lors de la signature du traité d’Utrecht, accordera quelques libertés commerciales : l’asiento (monopole de la traite des esclaves), et le navio de permiso.
Frezier ouvrit un œil de cartographe exceptionnel sur cette partie du monde dangereuse et mal connue, mais primordiale pour les communications et le commerce de l'époque : le détroit de Magellan, le Horn, l'île des États, la Terre de Feu et les Malouines. Il remonta jusqu'à Callao, le port de Lima. Mais il fit aussi un travail étonnant de botaniste, de physicien, de minéralogiste (lors de son analyse des mines d'or et d'argent d'Amérique du Sud), et même d'économiste et d'ethnologue. De plus, il dessina fort bien non seulement les cartes et plans, mais aussi les hommes, les végétaux et les animaux dépeints sur les planches qui enrichissent sa Relation, parue en 1716, traduite en plusieurs langues et rééditée plus tard. Réaumur la loua fort — et aussi Edmond Halley et le Journal de Trévoux, tous deux sans rancune malgré les piques que Frézier leur avait lancées.
La carte de Frézier et sa Relation du voyage dans la mer du Sud figurent encore dans la chambre des cartes de deux grands navigateurs :
Louis-Antoine de Bougainville y eut recours, pendant son passage de l'Atlantique au Pacifique par le Détroit de Magellan, un dédale d'îles et de chenaux balayés par des vents et des courants anarchiques et des tempêtes de neige bouchant toute visibilité. Par un temps abominable, quatre jours avant « cette nuit qui fut une des plus critiques de tout le voyage »[réf. nécessaire], Bougainville et son second consultent le livre et la carte de Frézier, 55 ans après qu'il les eut conçus. Et Bougainville dans son Voyage autour du monde sur la frégate La Boudeuse et la flûte L'Étoile dans les années 1766, 1767, 1768, et 1769, écrit à la date du 20 janvier 1768 qu'« en effet, en relisant le passage de Mr Frézier, et en le combinant avec la carte qu'il donne du détroit, ils purent savoir où ils se trouvaient par rapport au canal Sainte-Barbe, une ramification du canal de Magellan »[réf. nécessaire]. Bougainville dit aussi[réf. nécessaire] avoir rouvert le livre du père Louis Éconches Feuillée, rival de Frézier (cf. infra « Frézier polémiste »), dans des circonstances bien moins dramatiques: il voulait simplement vérifier la position de Buenos-Aires.

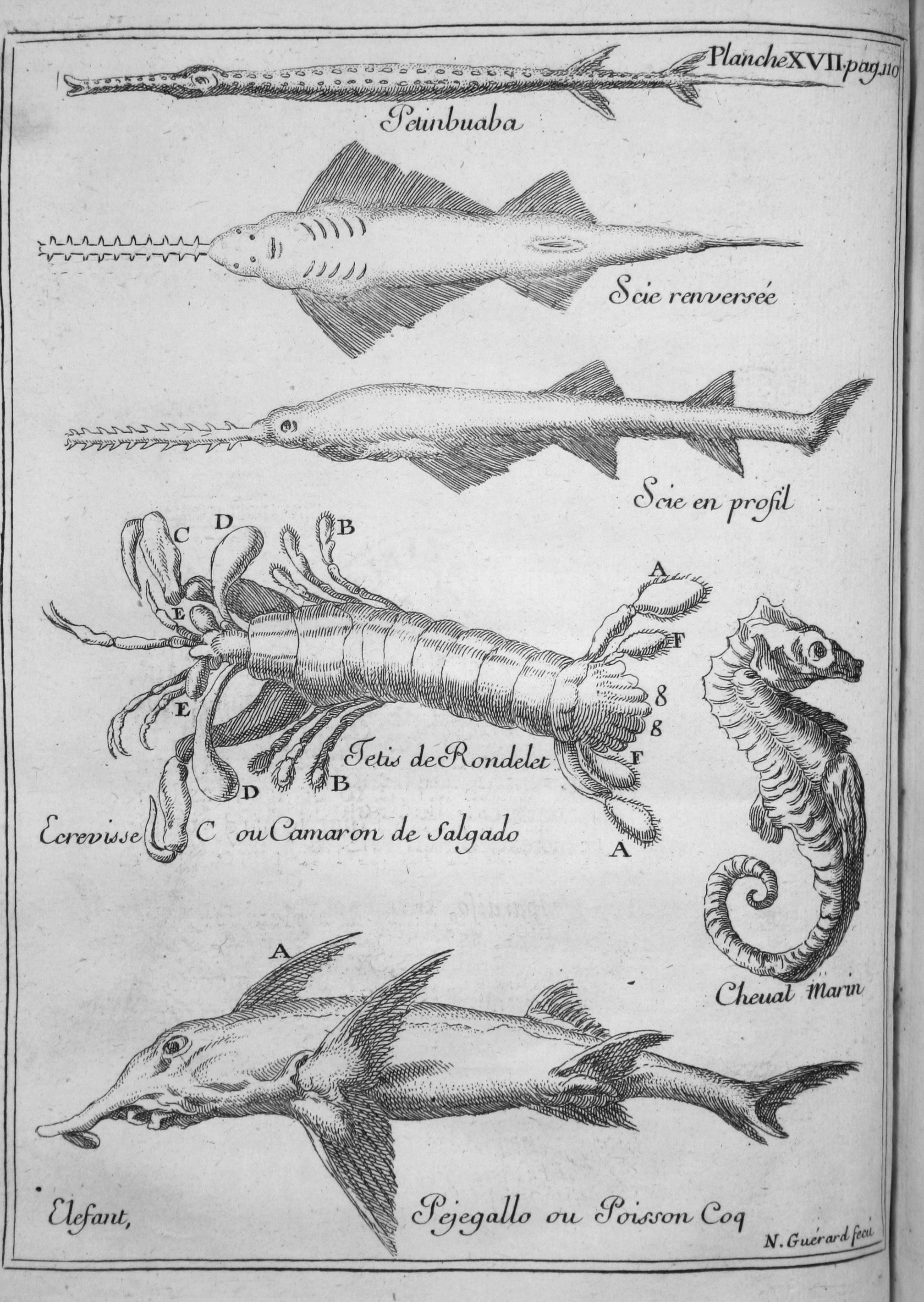
Planche illustrant les poissons dans la relation de son voyage (même source).

La Pérouse, lui, doubla le Horn d'est en ouest en 1786 (72 ans après Frézier), puis, comme il était à court de vivres renonça à rechercher les îles Juan-Fernandez, et se dirigea vers la côte chilienne. Il écrit dans son Voyage autour du monde : « Nous cherchions avec nos lunettes la ville de Concepcion qui, nous le savions d'après le plan de Frézier, devait être au fond de la baie... ». Aucune ville n'est visible, mais une embarcation vient de terre, accoste la frégate. C'est un pilote local, qui apprend aux Français qu'un tremblement de terre a rasé Concepcion en 1751.
La Pérouse avait déjà auparavant consulté le livre de Frézier, en Atlantique, en touchant l'île de Santa-Catharina, sur la côte brésilienne. Il y aborda pour échapper aux tracasseries administratives de Rio-de-Janeiro et parce que, écrit-il, « Frézier et Anson y trouvèrent abondamment à se pourvoir de tous leurs besoins ». En fait, La Pérouse cherche surtout à retrouver à Santa-Catharina l'ambiance bucolique qu'il avait ressentie à la lecture de la relation de Frézier, qui n'est en fait pas si dithyrambique. Mais 73 ans plus tard, Rousseau a imprégné les mentalités, et La Pérouse commente ainsi la description de Santa-Catharina par Frézier : « en 1712 cette île servait de retraite à des vagabonds qui s'y sauvaient de toutes les parties du Brésil ». Ne reconnaissant aucune autorité, continue-t-il, ils vivaient pauvres et heureux, d'ailleurs « le pays est si fertile qu'ils pouvaient subsister sans aucun secours des colonies voisines ». Sans besoins, sans argent, et donc négligés par l’administration, ajoute La Pérouse, ces habitants qui vivaient si près de l'état de nature (et qu'on appellerait aujourd'hui caboclos) pratiquaient le troc avec les vaisseaux qui relâchaient là, et qui « ne leur donnaient en échange de leurs provisions que des habits et des chemises dont ils manquaient absolument ». Et La Pérouse décrit ensuite Santa-Catharina comme un petit paradis terrestre… Notons que l'île ne fut pour Walter, qui écrivit la relation du voyage du Commodore Anson, qu'un lieu extrêmement insalubre, où les nombreux malades du scorbut et du typhus qui furent installés à terre pour essayer de guérir moururent pour la plupart du paludisme. De plus, le gouverneur portugais de Santa-Catharina, en principe allié des Anglais, était selon Walter non seulement un prévaricateur, mais aussi un traître qui avertit les Espagnols de la présence des Anglais sur son île, et les obligea à reprendre la mer dans la précipitation…

#### Frézier aux Antilles
Envoyé en 1719 sur l'Île d'Hispaniola (Haïti) avec le grade d'ingénieur en chef, Frézier dressa une carte de ses rivages accidentés (carte qui resta longtemps la meilleure), dessina les plans de la ville de Saint-Louis et de plusieurs forts, et releva avec précision les fonds du débouquement de Krooked, passage maritime emprunté par les navires partant de Léogane ou du Petit Goave vers la France. Il resta huit ans sur l'île, qui était alors un des plus riches territoires du domaine colonial français, et contribua à en établir les défenses.

## Frézier observateur scientifique
Frézier multiplia les observations intéressantes dans de nombreux domaines scientifiques. Ainsi, en contemplant les icebergs du pont du Saint-Joseph, il pensa, par analogie avec les icebergs détachés des glaciers de l’Arctique, qu’il devait exister plus au Sud un « continent Antarctique », alors que pourtant de nombreux navires avaient sillonné la zone située entre 63° de latitude Sud et 55 à 80° de longitude Ouest sans rencontrer de terre.
« S’il est vrai, ajoute-t-il, que, comme certains le prétendent, les glaces ne se forment en mer que de l’eau douce qui coule des terres, il faut conclure qu’il y en a [des terres] vers le pôle austral… »
Il est curieux que Frézier n’ait pas songé à récolter un glaçon flottant, à le faire fondre et à goûter l’eau de fusion : il aurait constaté qu’elle était salée. Il est vrai que les marins songeaient plus à s’éloigner des icebergs qu’à aller les goûter : Frézier décrit bien leur aspect imposant, et se demande avec l’équipage si une « glace de 200 pieds hors de l’eau et de 3 encablures de long » est la côte d’une île inconnue. Il traduit bien le sentiment d’horreur respectueuse qu’inspirent ces montagnes de glace au navigateur, surtout s’il est à bord d’une petite coque de bois, en découvrant un autre iceberg « bien plus haut que le précédent, qui paraissait comme une côte rangée de 4 ou 5 lieues de long, dont nous ne vîmes pas bien le bout dans la brume », surtout si l’on tient compte que « cette hauteur qui paraît hors de l’eau n’est que le tiers de la vraie épaisseur, dont le reste est dedans ».

## Frézier observateur militaire, ethnologue et moraliste
Lors des escales, Frézier s’attache tout d’abord à reconnaître systématiquement (et discrètement, en se gardant bien de faire état de sa qualité d’ingénieur militaire) les fortifications défendant le port, leur nombre, dimensions, état d'entretien, composition (terre ou pierre), leurs batteries : nombre et nature (fer ou bronze) des canons, leur calibre, portée, qualités balistiques (surplombantes ou rasantes, battant le port ou la rade, et éventuellement l'intérieur du pays), ou leurs défauts (angles morts...), situation du magasin aux poudres, etc. Il examine aussi les troupes. Ainsi, il note à propos d’une garnison que les soldats sont nombreux, tous beaux hommes, tous bien équipés et armés, tous en uniforme, que leur solde est honnête, et « qu’il ne leur manque que d’avoir la réputation de bien se battre ».
Ce n’est qu’après son enquête militaire, et l’étude des ressources et du commerce locaux, que Frézier laisse errer un œil ironique et inquisiteur sur les habitants, note la sclérose, l'hypocrisie et la brutalité de leur culture, évalue in petto les possibilités pour les Français de les supplanter.

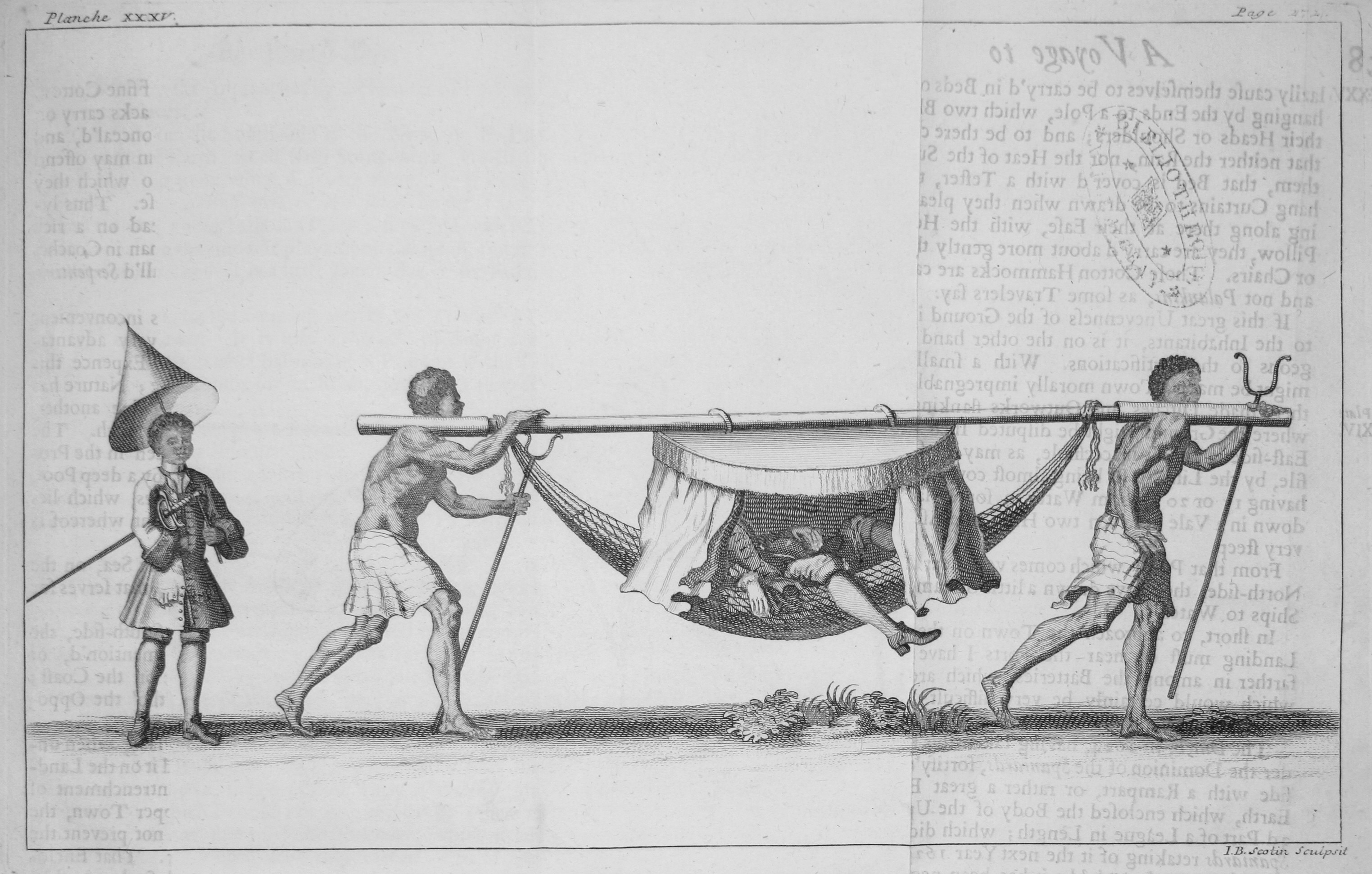
Esclaves portant une litière (source idem)

Ainsi, à São Salvador da Bahia, il note que les Portugais sont si paresseux qu’ils se font transporter partout dans des litières portées par des esclaves noirs, au lieu de se servir des jambes que Dieu leur a données. Dans la rue, au milieu d’une multitude d’esclaves noirs à demi-nus, on voit peu de blancs, et ce sont tous des hommes, car les Portugais sont si jaloux qu’ils séquestrent leurs femmes et les empêchent de sortir, si ce n'est le dimanche pour aller à la messe. Et ils sont jaloux à raison, car « les femmes sont toutes libertines, et trouvent le moyen de tromper la vigilance des pères et des maris ». Et ceci bien que, chaque année, une trentaine de femmes infidèles soient égorgées par leurs maris. Cependant, cela ne décourage pas ces femmes, et avec elles « il ne faut pas de grands efforts pour en venir aux dernières familiarités : les mères aidant leurs filles à se dérober aux yeux de leur père… ». Mais, même dans la France relativement austère de la fin du règne de Louis XIV, en est-il autrement ? La Fontaine, dans ses Contes, nous prouverait facilement le contraire !
Les hommes de Bahia sont tout aussi bien épinglés par Frézier : ils sortent avec en permanence « un rosaire à la main, et un St-Antoine sur l’estomac ou pendu au cou […] les hanches chargées d’une longue épée à l’espagnole sur la gauche, et d’un poignard presque aussi grand que nos petites épées à la française sur la droite, afin que dans l’occasion il ne leur reste pas de bras inutile pour égorger leurs ennemis ».
D'une plume acerbe, Frézier flétrit la paresse et l'incurie des colons, qui se reposent de tous soins sur leurs esclaves. Ainsi, même pour contourner les règlements somptuaires qui interdisent jusqu'aux galons de fil d'or ou d'argent sur les vêtements, ils ont recours aux esclaves : c'est aux noirs à demi-nus de leur suite qu'ils font porter leurs lourds bijoux d'or, croix, chaînes, plaques, ornements d'oreilles et autres colifichets.
Montesquieu lut et annota la relation de voyage de Frézier (en particulier les chapitres dans lesquels il évalue le commerce et les mines d'or et d'argent d'Amérique du Sud), ainsi que celle du Commodore Anson. Il en tira la notion que les colonies, d'où affluent les métaux précieux récoltés en décimant les indigènes et en exploitant des esclaves, créent plus l'indigence que la prospérité dans la mère patrie. Même si celle-ci cherche par un protectionnisme forcené à maintenir ses colonies en étroite sujétion, ce qui finalement ne pourra qu'aboutir à un mouvement d'émancipation.

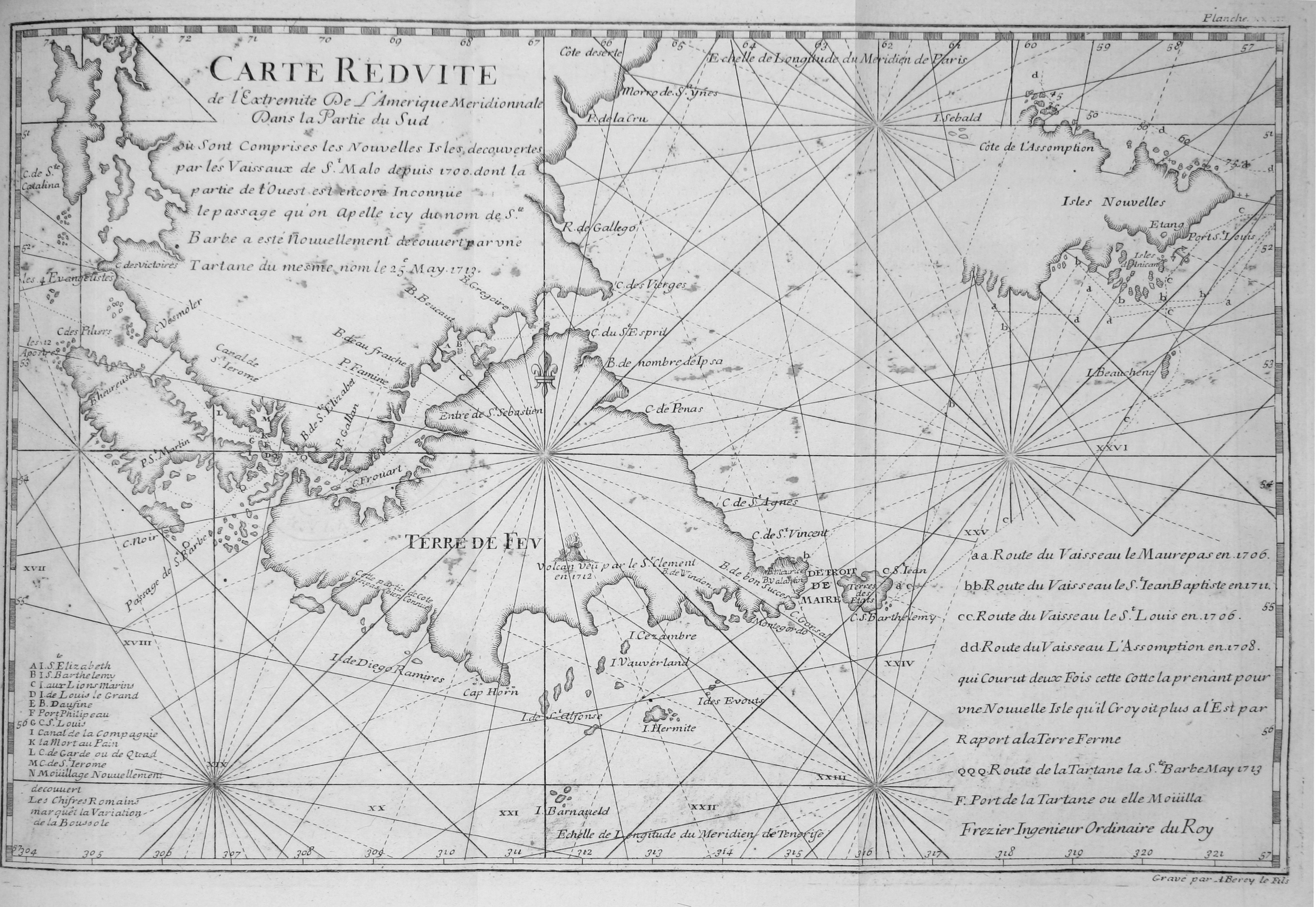
La carte de la pointe Sud de l'Amérique publié par Amédée Frézier (source idem)

On sait qu'Anson eut entre les mains l'ouvrage (et les cartes) de Frézier : Richard Walter, qui rédigea la relation du voyage du Commodore en parle assez. La réciproque est sans doute vraie, car cette dernière (et ses traductions en français et en allemand publiées en 1749) fut un gros succès de librairie, tant dans les salons que chez les géographes et les marins. Et non seulement leurs deux ouvrages voisinèrent sur le bureau de Montesquieu, mais les deux auteurs eux-mêmes se trouvèrent très probablement face à face lorsqu'Anson dirigea une tentative de débarquement devant Saint-Malo...
En Amérique latine, Frézier ne pouvait manquer de noter aussi la prolifération des couvents, églises, et autres établissements des différents ordres religieux, tant masculins que féminins : leur puissance économique était primordiale. Mais il ajoute avec une acrimonie particulière que les jésuites se taillent une très belle part de ce domaine séculier. Ainsi, à Bahia, Frézier note que, comme les rues sont très escarpées, les jésuites ont agencé un système de monte-charge (des traîneaux tirés par des câbles, mus par une grande roue d'écureuil entraînée par des esclaves noirs), et ceci « non seulement pour le public qui s'en sert en payant, mais pour l'usage de cette communauté (les jésuites), qui certainement n'est pas ennemie du commerce... » Aux Açores, Frézier notera aussi que même dans la petite ville d'Angra, la Compagnie de Jésus loge en un couvent « dont la maison paraît en face de la rade au-dessus de tous les autres bâtiments de la ville, en cela reconnaissable, comme partout ailleurs, par le bon choix de la situation avantageuse où cette Compagnie sait toujours se placer ».
D'ailleurs, Frézier a placé en appendice à sa Relation du voyage de la mer du Sud aux côtes du Chili et du Pérou un petit mémoire contre la Compagnie de Jésus. Et en dédiant son ouvrage au Régent, il prend ouvertement et précocement parti dans la querelle qui aboutira à la victoire des Philosophes et à la défaite des jésuites, qui seront expulsés du Portugal en 1759, et de France en 1764. On trouve cependant, au bas de la page 577 du volume II de son Voyage de la mer du Sud (édition P. Humbert, 1717 à Amsterdam), une note assurant que Frézier n'est pas l'auteur du Mémoire touchant l'établissement des P.P. Jésuites dans les Indes d'Espagne...

## Frézier et les fraisiers

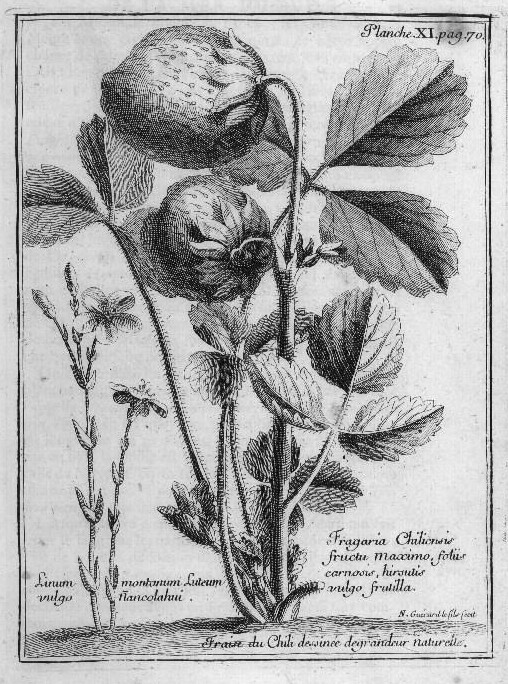
La Fraise blanche du Chili (source Gallica BNF)

Esprit universel curieux de tout, Frézier préleva à Concepción (entre Valdivia et Santiago du Chili), et rapporta en France (en les arrosant quotidiennement, alors que l’eau douce était à bord de tous les voiliers en bois une denrée précieuse) cinq plants d’une nouvelle espèce de fraisier dite Blanche du Chili (la Fragaria chiloensis), à gros fruits blancs différents des fraises des bois alors connues en Europe,.
Il débarqua le 17 août 1714 à Marseille du navire marchand à bord duquel il avait fait le voyage de retour, en pestant contre les marchands malouins qui avaient abandonné le bateau marseillais près du Horn parce qu'il avait cassé une vergue et ne pouvait aller aussi vite qu'eux. Pour les remercier de la ration d'eau supplémentaire qui lui avait été accordée quotidiennement, Frézier fit cadeau de deux plants de fraisier chilien aux frères Bruny, les armateurs (autre version : deux plants offerts à M. Roux de Valbonne, l'officier du bord chargé des réserves en eau), puis il en offrit un à Lepelletier de Souzy, remit un pied entre les mains d’Antoine de Jussieu, au Jardin Royal à Paris, et garda le dernier pied qu'il planta dans le jardin de sa propriété de Plougastel et qui se multiplia par croisement spontané. Les fraisiers transitèrent ensuite par le jardin botanique de Brest où Antoine de Jussieu venait d'être affecté. Les premiers essais d’acclimatation échouèrent car les plants rapportés étaient tous femelles et ne pouvaient fructifier sans mâle, car c'est une espèce dioïque. À partir de 1740, Frézier, venu à Brest diriger des travaux de fortification implante quelques nouveaux pieds au jardin botanique de Brest, annexé à l'Hôpital maritime ; un habitant du hameau de Keraliou, aurait ensuite cultivé quelques pieds de « Blanche du Chili ».
Le croisement de Fragaria chiloensis avec Fragaria virginiana (de l'est de l'Amérique du Nord) est à l'origine de Fragaria ×ananassa, le fraisier cultivé,. On doit au jardinier-botaniste Antoine Nicolas Duchesne de l'avoir prouvé.
On a retrouvé une lettre de Frézier à Antoine Nicolas Duchesne (1747–1827), auteur d'une Histoire naturelle des fraisiers où Amédée-François décrit la fraise du Chili à son jeune correspondant botaniste, en convenant qu'elle est moins parfumée que les fraises des bois européennes : « On y cultive des campagnes entières d'une espèce de fraisier différent du nôtre par les feuilles plus arrondies, plus charnues et fort velues. Ses fruits sont ordinairement gros comme une noix, et quelquefois comme un œuf de poule. Ils sont d'un rouge blanchâtre et un peu moins délicats au goût que nos fraises des bois ».
Le nom de Frézier est par une coïncidence extraordinaire une déformation du mot « fraise » : Julius de Berry, un de ses ancêtres, avait servi un plat de fraises des bois au roi Charles III le Simple à la fin d'un banquet à Anvers en 916 ; le roi le remercia en l'anoblissant et lui donnant le nom de Fraise, qui se déforma en Frazer après émigration de la famille en Angleterre, puis en Frézier, après son retour en Savoie pour faire souche,.

## Frézier ingénieur militaire

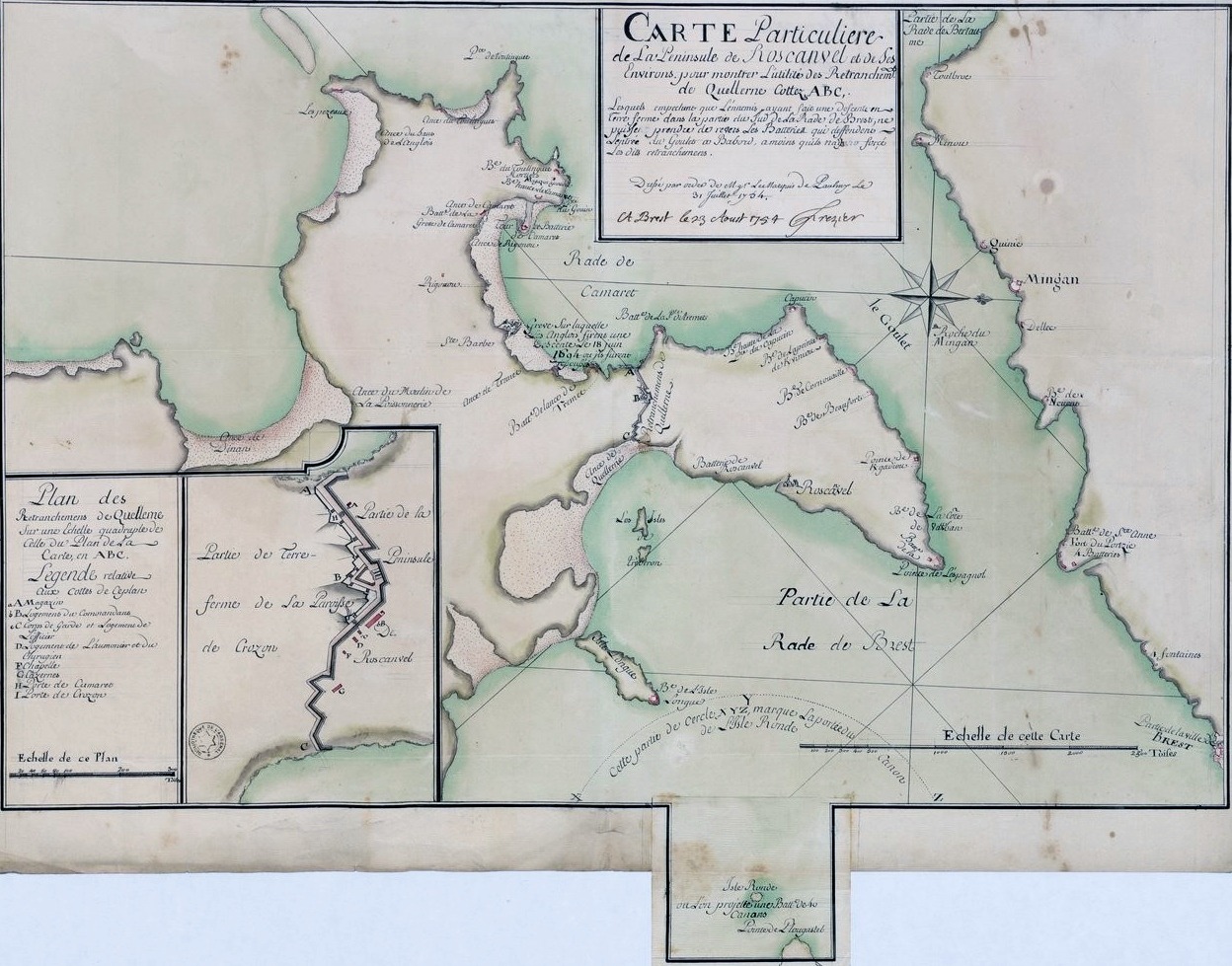
Carte de la presqu'île de Roscanvel datant de 1754 (par Amédée François Frézier).

Frézier est nommé directeur des fortifications de Bretagne en 1739 avec poste à Brest, où, sous sa direction, furent exécutés d'importants travaux, de même qu'à Saint-Domingue (actuellement en Haïti), Nantes, Port-Louis, Concarneau, Morlaix, Saint-Malo, Brest et même jusqu'à Landau et Philippsbourg. À la suite de la fusion des départements de la Guerre et de la Marine de 1743 à 1746, il a sous ses ordres Antoine Choquet de Lindu, directeur des travaux du port de Brest.
On lui doit en particulier l'achèvement du château du Taureau, dans la baie de Morlaix (1741–1745).
Il conçoit, en 1733, un système de pont-levis, dit à bielles pendantes, installé porte de France à Landau : composé d'une bascule arrière assez courte et d'un contre-poids placé au-dessus du passage, les 2 parties sont reliées par 2 poutres légèrement coudées, les bielles. Ce système permet une manœuvre rapide et non dangereuse et évite le passage de flèche. Il sera employé sur de rares sites : portes de la Couronne et de la demi-lune de Champagne à Mézières, second pont-levis du château de Joux à La Cluse-et-Mijoux... 

## Frézier architecte civil, architecte religieux et polémiste

### Frézier architecte
À Landau, ville du Palatinat rhénan qui appartint à la France de 1680 à 1815, où il séjourna de 1728 à 1739, Frézier dressa les plans de l'Hôpital militaire en construction, ajouta vingt-six fortins aux ouvrages de Vauban et rédigea son monumental traité en trois volumes sur La Théorie et la pratique de la coupe des pierres et des bois pour la construction des voûtes et autres parties des bâtiments civils et militaires…, qu'il simplifia et condensa ultérieurement, en 1760, en un Éléments de stéréotomie à l'usage de l'architecture. L'ouvrage, extrêmement complexe et spécialisé, souffrit de nombreuses erreurs et coquilles, que Frézier n'eut pas le temps de corriger avant l'impression. Il dut rédiger un chapitre d'errata, et recommanda à ceux qui critiquaient son œuvre de commencer par lire d'abord ce chapitre, et « de ne pas faire l'erreur de l'homme qui s'attacherait plus à examiner le vase qu'à goûter la liqueur qu'il contient. » On l'accusa aussi d'utiliser des néologismes trop hardis, comme tomotechnie (la technique de la coupe), tomomorphie (les formes des sections), gonographie (la description des angles) ; il les supprima dans ses Éléments de stéreotomie. Durant son séjour à Landau, Frézier fit également paraître, en 1738, une Dissertation sur les ordres d'architecture.
À Brest, où il vécut après sa nomination, à près de 60 ans, au poste de directeur des Fortifications de Bretagne, poste qu'il occupa pendant 24 ans, Frézier dessina des projets d'aménagement urbain (voirie, fontaines, places, rues), et surtout travailla au remaniement de l'église Saint-Louis. Garangeau en avait dessiné les plans en 1688, mais les travaux furent bloqués par une procédure des jésuites qui se considéraient propriétaires de l'église. Quand les travaux purent reprendre, en 1742, les plans de Garangeau furent appliqués, mais Frézier put réaliser le baldaquin du maître-autel selon ses propres goûts. Il le plaça, selon son désir, au milieu du chœur, et utilisa pour le supporter quatre superbes colonnes monolithes de marbre cipolin à veines concentriques, dessinant comme un oignon tranché, qui provenaient des ruines de Leptis Magna. Louis XIV en avait reçu un lot de Libye en 1689, au temps de sa splendeur, mais quatre d'entre elles furent « oubliées », ne furent pas utilisées à Versailles, et Frézier les obtint. Terminé en 1758, le baldaquin de l'église Saint-Louis, œuvre d'architecture religieuse de la maturité de Frézier — il avait 76 ans en 1758 — fut fort loué par les contemporains à la fois pour son appareil et pour son esthétique. Les bombardements de la dernière guerre le détruisirent, comme l'église Saint-Louis. À Brest Frézier est aussi l'auteur des plans de l'église Saint-Sauveur, église de style jésuite construite dans le quartier de Recouvrance.
À Santiago du Chili, une grande plaque de bronze scellée dans le sol devant l'hôtel de ville, de quatre mètres de côté, atteste et remercie Amedeo Frezier d'avoir dressé en 1712 le plan de la capitale, qu'elle reproduit en bas-relief. Le plan est strictement géométrique : un échiquier délimité par l'entrecroisement de quinze rues en largeur et de dix rues en hauteur, avec la Plaza de Armas (la Grand'Place) légèrement décalée par rapport au centre. Le coin inférieur est traversé par le Rio Mapocho, sur lequel Frézier n'a d'ailleurs prévu aucun pont.

### Frézier polémiste
C'est à propos d'architecture que Frézier démontra le plus souvent ses talents de polémiste. Jeune officier, avant son départ pour l'Amérique latine en 1712, il s'opposa avec un humour mordant au chanoine de Cordemoy qui avait osé disserter de la conception architecturale de Saint-Pierre de Rome. Il attaqua ensuite, dans le Mercure de juillet 1743, un M. Le Blanc, qui avait lui aussi mentionné Saint-Pierre de Rome. Et sa victime suivante fut un R.P. Laugier, jésuite, qui tenait pour le style néo-classique et soutenait Cordemoy dans son Essai sur l'architecture.
Frézier ne se privait pas de combattre ses adversaires sur leur propre terrain : ses études de théologie le lui permettaient. De plus, il maniait habilement la dérision, et finalement pulvérisait ses adversaires par un argument décisif : eux ne sont que des théoriciens, des architectes en chambre, alors que lui a effectivement manié les matériaux, lui a vraiment construit…
Frézier était-il anticlérical ? Il se trouve simplement que ses adversaires sont des clercs (mais à l'époque les hommes instruits étaient le plus souvent des religieux), qui osent parler d'architecture. Mais Frézier ne supporte manifestement pas que des « moines » (qui ont sans doute embrassé les ordres par opportunisme et sont intellectuellement plus attirés par des disciplines séculières que par la religion) viennent empiéter sur son domaine, et en n'ayant de plus que des connaissances théoriques sur le sujet. Autre avantage de Frézier sur ses adversaires sédentaires : lui avait vu à Cuzco et à Lima à quels excès peut aboutir l'art religieux, et pour lui « tout y est si confus, chargé et si mauvais qu'on ne peut s'empêcher de regretter les sommes immenses qu'ils [les architectes espagnols] dépensent dans ces galimatias dorés. »
Frézier milita pour la simplicité en architecture, et défendit de plus la beauté et la solidité du style gothique, qui, pour ses contemporains, datait des âges barbares : on doit, dit-il, convenir que le gothique a « de la hardiesse, de belles proportions, de la délicatesse et une exécution admirable… Quant à la solidité, elle est bien prouvée par le grand nombre de monuments qui nous en restent depuis plusieurs siècles… »
Le père Louis Éconches Feuillée, minime franciscain, n'était pourtant ni un théoricien ni un ami des jésuites, mais Frézier polémiqua vivement avec lui. De 1707 à 1711, le religieux, par ailleurs mathématicien et botaniste distingué, avait en effet parcouru, sur le Saint-Jean-Baptiste, capitaine Doublet, les côtes du Chili et du Pérou. Il était élève de Cassini, pour qui il avait été faire des observations astronomiques dans le Levant, puis aux Antilles ; et il utilisa les méthodes nouvelles de Cassini (observation du déplacement des satellites de Jupiter) pour déterminer exactement les positions en longitude, problème bien plus ardu à l'époque que le calcul de la latitude.
Même terrain d'étude (l'Amérique latine), excellences identiques en géographie et mathématiques, supériorité du franciscain Feuillée dans le domaine de la botanique, mais avantage à l'officier Frézier en architecture et poliorcétique : le choc entre ces deux caractères bien trempés était inévitable. De plus, le père Louis Éconches Feuillée, en sa qualité de prêtre, avait eu, mieux que l'officier, qui voyageait incognito, la possibilité de pénétrer les domaines (mines, haciendas, reducciones) dépendant de la classe possédante chrétienne. Les observations acides de Frézier sur l'obscurantisme du clergé chilien, et sur l'inanité de la Fête des Fous de Pisco (port péruvien, département d'Ica, exportant l'eau de vie pisco produite alentour) autorisée par l'Église locale échauffèrent la cuculle au cordelier : lors de la réédition de sa relation de voyage, en 1725, le religieux y ajouta une préface virulente, dans laquelle il n'hésitait pas à traiter son concurrent de « pilote sans étude ». C'en était trop pour Frézier, qui répliqua vertement en publiant, en 1727, une brochure intitulée Réponse à la préface critique du livre intitulé « Journal des observations Physiques, Mathématiques et Botaniques » du R.P. Feuillée…, qu'il conclut malicieusement par une citation tirée de l'Ecclésiaste c. 5 : « Lingua imprudentis subvertio est ipsius » (« Sa propre langue est la perte de l'imprudent »). Et pour montrer qu'en Amérique latine, il ne s'était pas consacré qu'à l'herborisation, Frézier ajouta en appendice une nomenclature des vice-rois du Pérou, de l'origine à 1712.

### Frézier botaniste
Le succès que connut l'herbier médical que le père Louis Éconches Feuillée avait ramené du Chili et du Pérou incita-t-il Frézier à rapporter du Chili des fraisiers portant d'impressionnants fruits blancs, gros comme des petites pommes ? En fait, la botanique et les espèces végétales nouvelles étaient à l'époque l'objet d'un véritable engouement, voire d'une passion : témoin l'amateur de tulipes épinglé par La Bruyère, l'« arbre aux quarante écus » (Ginkgo biloba), le cèdre de Bernard de Jussieu…
Bien que son nom soit homonyme de celui du fraisier et qu'il ait introduit des plants chiliens en France, Amédée François Frézier n'a pas donné son nom à cette plante, cette homonymie étant une coïncidence.
Frézier, jusque tard dans sa vie, continua à écrire, voire à polémiquer : il publia dans le Mercure de France de juillet 1750 une Réponse aux observations de Mr Walter, auteur d'un voyage autour du monde (il s'agit du Voyage du Commodore Anson) ; et en novembre 1752 (il avait alors 70 ans...), dans le Journal de Verdun, une Lettre sur les tremblements de terre de Lima.

## Ascendants et descendants de Frézier
Un Écossais du clan Frazer (clan apparenté à celui des Lords Lovat) prénommé Edward fut obligé (cf note 2), car il était catholique, de quitter Édimbourg, et se fixa à Amsterdam en 1500. Son fils Charles-Simon se fit mercenaire, fut engagé à Wittemberg (Saxe) comme lansquenet, dut s'enfuir à la suite d'une « affaire d'honneur », et aboutit en Chablais (rive Sud du lac Léman). À Thonon, il épousa la fille d'un notable local, Madeleine Gui-Chatelain, dont il eut un fils, Aymonet. Aymonet fut lieutenant au château des Allinges (où résida une soixantaine d'années plus tard saint François-de-Sales), bourgeois de Thonon, et eut une douzaine d'enfants. Telle fut l'origine de la vaste famille Frézier, qui essaima à Anthy, Thonon, Gex et Bons-en-Chablais. Un des rejetons, Louis, fut châtelain dans le Chablais et notaire à Vailly (Haute-Savoie). Son fils Pierre-Louis devint jurisconsulte à Chambéry, avocat du sénat de Savoie, et conseiller de la famille ducale. Il eut un fils, Amédée-François Frézier, qui fut donc l'un des plus remarquables des hommes de science savoyards du XVIIIe siècle.
Frézier épousa en 1728, alors qu'il était en poste à Landau, une demoiselle Anne-Agathe Crubier (ou Crublier), et en eut un fils et deux filles. C'est de cette époque que date le portrait qui se trouve à la mairie de Vailly. Il a été peint alors que Frézier avait 46 ans, âge plus que mature au XVIIIe siècle, et cependant il arbore des traits virils, correspondant à ceux d'un homme beaucoup plus jeune : apparemment son voyage aux antipodes et son séjour de sept ans à Hispaniola ne l'ont pas trop marqué…
Ses filles épousèrent toutes deux des marins : M. Coatudavel et M. Grenier.
Le fils d'Amédée-François, lieutenant de vaisseau, fit naufrage et périt en mer en décembre 1768. Son petit-fils, prénommé Claude, mourut lui aussi lors d'un naufrage en 1783. Il avait commencé à suivre les traces de son grand-père, en rédigeant une Nouvelle théorie du mouvement des planètes...

## Œuvres

### Écrits
- Relation du voyage de la mer du Sud aux côtes du Chili, du Pérou et de Brésil, fait pendant les années 1712, 1713 & 1714. Ouvrage enrichi de quantité de planches en taille-douce (1716) Paris, chez Jean-Geoffroy Nyon, Étienne Ganneau et Jacques Quillau (en ligne chez e-rara – ETH Zurich). Transcription du troisième partie, qui contient le retour de la Mer du Sud en France, mis en ligne par l'équipe Histoire et Société de l'Amérique latine / ALEPH 1996 : )
- La Théorie et la Pratique de la Coupe des Pierres et des Bois, pour la Construction de Voutes et autres Parties des Bâtiments Civils & Militaires, ou Traité de Stereotomie a l'Usage de l'Architecture (1737–1739), impr. Doulsseker pour L.H. Guérin, Paris (vol. 1, vol. 2, vol. 3 chez les bibliothèques de l'Université de Strasbourg)
  - Nouvelle edition corrigée & augmentée (1754–1769), Jombert, Paris (3 vol. et planches chez e-rara – ETH Zurich)
- Traité des feux d’artifice pour le spectacle (1747), Paris, impr. Nyon
- Elémens de stéréotomie : à l'usage de l'architecture pour la coupe des pierres (1760), Jombert, Paris (2 vol. chez e-rara – ETH Zurich)
- Dissertation historique et critique sur les ordres d'architecture ; extraite du Traité de Stéréotomie du même Auteur. Nouvelle édition, corrigée & augmentée de quelques notes (1769), Jombert, Paris (en ligne, UB Heidelberg)

### Cartes
- Liste des cartes chez Gallica

### Sources
- « Les hommes de science de la Savoie », dans Revue savoisienne (Journal de la Société Florimontane d'Annecy), nos 8, 9 et 10 d'août, septembre et octobre 1884.
- Dictionnaire Larousse 6 vol : articles sur A. F. Frézier et sur la bataille de Denain
- Annette Blanchard, Dictionnaire des ingénieurs militaires 1691–1791, (1981), Pr. Univ. de Montpellier, 2 tomes
- P. J. Charliat, Histoire universelle des explorations, t. III (Le temps des grands voiliers), Paris, Nouvelle Librairie de France
- Pierre du Colombier, « A.-F. Frézier, ingénieur ordinaire du roi à Landau », dans Sonderbrück aus Festschrift für Karl Lohmeyer (West-Ost Verlag Saarbrücken).
- Jules Philippe, « A.-F. Frézier ingénieur & architecte », chez F. Abry, Annecy, 1884 — Philippe était député de la Haute-Savoie, Vice-Président de la Société Florimontane d'Annecy, etc.

### Publications
- Émiland-Marie Gauthey, Mémoire sur l'application des principes de la mécanique à la construction des voûtes et des domes, 1771 — Passim